# La guerra de Dios
La guerra de Dios es una película dirigida por Rafael Gil y estrenada en 1953, que cosechó notable éxito. Fue grabada en parte en una mina de Torre del Bierzo

## Reparto
El reparto de actores lo componen Claude Laydu, Francisco Rabal, José Marco Davó, Fernando Sancho, María Eugenia Escrivá y Jaime Blanch.

## Sinopsis
Un sacerdote recibe como primer destino la parroquia de un pueblo minero, acuciado por la pobreza. En este ámbito centrará todas sus fuerzas para vencer el rencor acumulado por los mineros para con la profesión eclesiástica.

## Premios
Medallas del Círculo de Escritores Cinematográficos
| Categoría   | Candidato       | Resultado |
| ----------- | --------------- | --------- |
| Mejor actor | Francisco Rabal | Ganador   |

1.ª Semana Internacional del Cine de San Sebastián
| Categoría                                              | Candidato         | Resultado |
| ------------------------------------------------------ | ----------------- | --------- |
| Concha de Plata a la mejor película española           | La guerra de Dios | Ganadora  |
| Concha de Plata al mejor director en película española | Rafael Gil        | Ganador   |

- Premio OCIC del Festival de Venecia.